# علا (إله بلاد ما بين النهرين)
كان علا أو ألا-جولا إلهًا من بلاد ما بين النهرين مرتبطًا بالعالم السفلي. كان يعمل كخادم (إله مرافق) لنينجيشزيدا، وعلى الأرجح كان إلهًا يحتضر مشابهًا لدوموزي ودامو، لكن شخصيته غير معروفة جيدًا بخلاف ذلك. كان لديه مركز عبادة خاص به، إيساجي، لكن موقعه غير معروف حاليًا.

## الاسم والشخصية
وقد كتب اسم علا بالخط المسماري إما مقطعيًا ( د عللا أو د عللا ) أو لوغوجرافيًا ( د ناجار). كما تم توثيق شكل مختلف من الاسم، ألا جولا، "ألا العظيم". بالإضافة إلى ذلك، تشير قائمة الآلهة أن = أنوم إلى أنه يمكن الإشارة إليه باللقب السومري لوغال سابار، "سيد الشبكة ". ومن المعروف أن الشبكة كانت سلاحًا إلهيًا.
إن شخصية علاء غير مفهومة بشكل جيد، ولكن من المتفق عليه أنه كان مرتبطًا بالعالم السفلي. كان ينتمي إلى دائرة الآلهة المرتبطة بنينزو ونينجيشزيدا، وعمل كخادم (خادم إلهي) للأخير. كما تم توثيقه جيدًا باعتباره أحد الآلهة المحتضرة المذكورة في المراثي، وعلى هذا الأساس قيل إنه كان يُنظر إليه على أنه مماثل لدوموزي الأكثر شهرة. وفقًا لـ ويلفريد ج. لامبرت، هناك نص بابلي قديم واحد يساوي بينهما بشكل مباشر على ما يبدو. وقد تم إجراء مقارنات مع دامو أيضًا في الأدب الحديث.
في الفن، تم تصوير علا كرجل أصلع بلا لحية، ولا ترتدي التمثيلات المعروفة التاج ذي القرون المرتبط بالإلهية في الفن الرافديني. يزعم فرانس ويجرمان أنه تم تصويره أيضًا وهو يحمل عصا، وهو ما يعتبر بمثابة شارة لمكتب السوكاال.

### علا و الاتوم
اقترح ويلفريد ج. لامبرت في عام 1980 أن الإلهة ألاتوم كانت النظير الأنثوي الأكادي لإله آلا. ومع ذلك، في عام 1989، لاحظ جيرنوت فيلهلم أنه لم يتم اقتراح أصل أكادي معقول لاسمها، والاحتمال الأكثر ترجيحًا هو أنه كان ببساطة تهجئة مختلفة لـ Allani، إلهة الموتى الحورية، التي يرتبط اسمها بالكلمة الحورية ألاي، سيدتي. وقد تم قبول هذا الرأي من قبل تونيا شارلاش وألفونسو آرشي في الدراسات اللاحقة لهذه الإلهة. يستبعد شارلاش تمامًا وجود صلة بين علاء وألاتوم/ألاني بناءً على أدوارهما المختلفة وأصلهما.

## يعبد
تم توثيق علا بشكل رئيسي في المصادر من عصر أور الثالث والعصر البابلي القديم. تم تحديد مستوطنة إيساجي كمركز عبادته في النصوص المتعلقة بالآلهة المحتضرة، لكن موقعها غير معروف. هناك أدلة تشير إلى أنه كان يُعبد في جيشباندا، مركز عبادة نينجيشيدا، ومن المحتمل أن يكون هناك تمثال له في معبد ذلك الإله في لجش أيضًا. كان يُبجل أيضًا في أور، حيث يظهر في قوائم العروض إلى جانب نينازو، ونينجيريدا، ونينجيشيدا، وأزيموا، ونينبومونا. بالإضافة إلى ذلك، فإن عبادة "ألا-جولا" موثقة جيدًا في المصادر من نيبور من فترة أور الثالثة المتعلقة بأنشطة الملكة شولجي-سيمتي.